# Disney Live Family Entertainment
Disney Live Family Entertainment est une société filiale de la Walt Disney Company créée en 2002 pour gérer ses actifs dans des spectacles et animations. Elle dépendait des Walt Disney Theatrical Productions et dépend depuis 2004 directement de la division Studios et divertissement.
Elle se nommait temporairement de 2001 à 2002 Theatrical Group’s Family Entertainment and Events, en raison de la réorganisation de Walt Disney Entertainment en Buena Vista Theatrical Group regroupant deux entités Walt Disney Creative Entertainment et Walt Disney Theatrical Productions.
Cette société gère depuis sa création la licence accordée à Feld Entertainment pour les spectacles Disney on Ice et Disney Live.
Le 14 septembre 2013, Disney Live! annonce plusieurs dates pour le spectacle Mickey’s Magic Show aux Philippines. Le 22 septembre 2014, un spectacle avec Mickey Mouse devient la première production Disney au Viêt Nam.
Le 28 septembre 2018, Après cinq années d'absence Disney Live est à nouveau autorisée par le ministère du tourisme à présenter des spectacles en Égypte, 23 dates sont prévues au stade international du Caire à partir du 6 octobre 2018.